# Notobubastes
Notobubastes es un género de escarabajos barrenadores metálicos del orden Coleoptera.

## Especies
- Notobubastes aurosulcata Carter, 1924
- Notobubastes costata Carter, 1924
- Notobubastes occidentalis Carter, 1924
- Notobubastes orientalis Carter, 1924